# Basilique Saint-Paul-hors-les-Murs
Pour les articles homonymes, voir Saint-Paul.

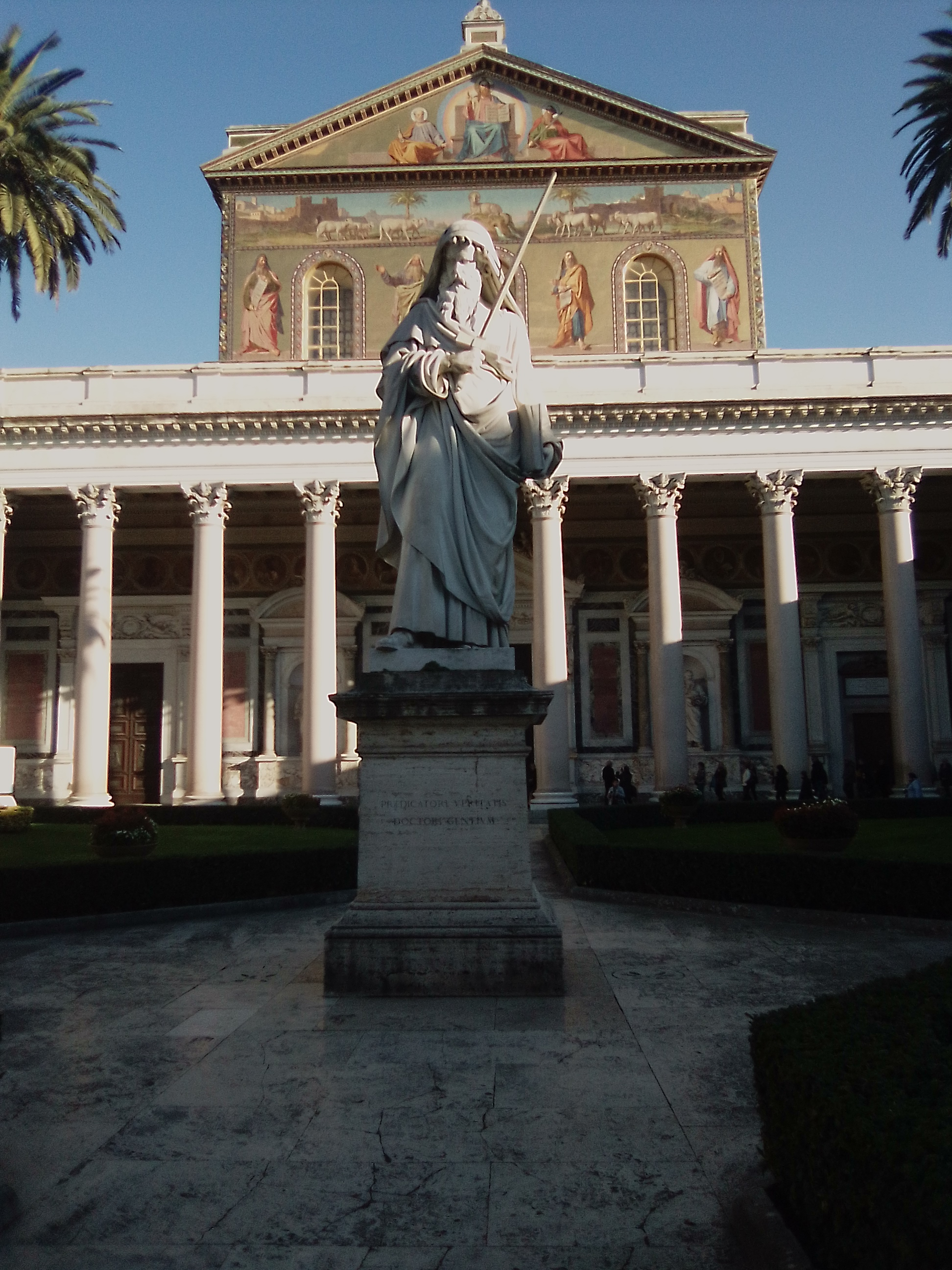
Statue de saint Paul dans la basilique saint Paul hors les murs à Rome dans la pénombre.

La basilique Saint-Paul-hors-les-Murs est une des quatre basiliques majeures de Rome, les trois autres étant les basiliques Saint-Jean-de-Latran, Sainte-Marie-Majeure et Saint-Pierre.
D'après le catalogue de Pietro Mallio, rédigé sous le pontificat d'Alexandre III, la basilique Saint-Paul-hors-les-murs était le siège du titre cardinalice Saint Sixte - titre aujourd'hui lié à la basilique San Sisto Vecchio dans le rione Celio dans le centre de Rome.

## Historique
Selon la tradition chrétienne, Paul est décapité dans un vallon désert appelé les Eaux salviennes sur le site actuel de l'abbaye de Tre Fontane (Rome). Son corps est réclamé par une femme appelée Lucina, une matrone romaine chrétienne qui possède un domaine agricole le long de la Via Ostiense, en dehors du mur d'Aurélien (d'où le qualificatif « hors-les-Murs » associé au nom de l'édifice), au niveau de la Porta Ostiensis (ou "Porte Saint-Paul"), propriété adjacente à une nécropole. Lucina l'enterre dans la tombe familiale près d'un vignoble sur les rives du Tibre. Sa tombe étant celle d’un citoyen romain, elle n'a pas à être cachée et devient rapidement un lieu de vénération des chrétiens, si bien que le pape Anaclet y fait construire un oratoire funèbre (édicule appelé Cella Memoriae ou tropaeum), comme sur la tombe de saint Pierre.

### La basilique paléochrétienne et médiévale
Dès l'officialisation du christianisme avec l'édit de Milan en 313, Constantin crée une basilique sur la nécropole contenant la tombe de saint Paul, à environ 2 km de la muraille aurélienne qui ceinturait Rome, et place le corps du saint dans un sarcophage de bronze sous le maître-autel. Ce premier édifice, occidenté (c'est-à-dire dont la nef est dirigée vers l'ouest), est consacré le 18 novembre 324 par le pape Sylvestre.
En 383, Valentinien II, devant l'afflux de pèlerins, décide de raser la basilique et d'en construire une nouvelle, comme en témoigne une lettre adressée par l’empereur au préfet de la ville de Rome Sallustius, qui était chargé de l’étude des travaux. La construction de cet édifice est entreprise en 386 sous le règne de Théodose Ier et est achevée sous Honorius en 395. La basilique nouvelle, orientée cette fois, et beaucoup plus vaste, est construite par Cirade, dit « Professeur Mechanicus », qui projette le plan à cinq nefs et le portique à quatre arcades. L'édifice est consacré par le pape Sirice en 391 et est désigné à cette époque comme la « basilique des trois Empereurs ».
Galla Placidia, fille de Théodose, et demi-sœur d'Honorius, fait ajouter la mosaïque de l'arc triomphal, datée de 440, qui sera refaite entre les VIIIe et IXe siècles.
Léon le Grand entreprend de représenter tous les papes de l’histoire dans une série de médaillons peints dans la nef centrale. Après l'incendie de 1823, le pape Pie IX reprend le même principe en 1847 avec des médaillons en mosaïque sur fond d'or.
Le pape Grégoire II y établit de façon stable les moines de l'abbaye bénédictine des Trois Fontaines, chargée de garder les reliques du saint et de l'honorer, cette communauté perdure jusqu'à aujourd'hui.
La basilique est saccagée par les Lombards en 739, et par les Sarrasins lors du sac de Rome en 846. Pour défendre le lieu saint, Jean VIII ordonne la construction d'un fortin, autour duquel se forme un bourg appelé Iohannipolis (« ville de Jean »), dont il ne reste aujourd'hui plus aucune trace.
Le pape Grégoire le Grand (r. 590-604) fait rétablir la communauté monastique de Saint-Paul-hors-les-Murs et restaure la basilique, élevant notamment un campanile (détruit au XIXe siècle).
La basilique subit un incendie en 1115, un séisme en 1349 et une inondation en 1700.

### La basilique après l'incendie

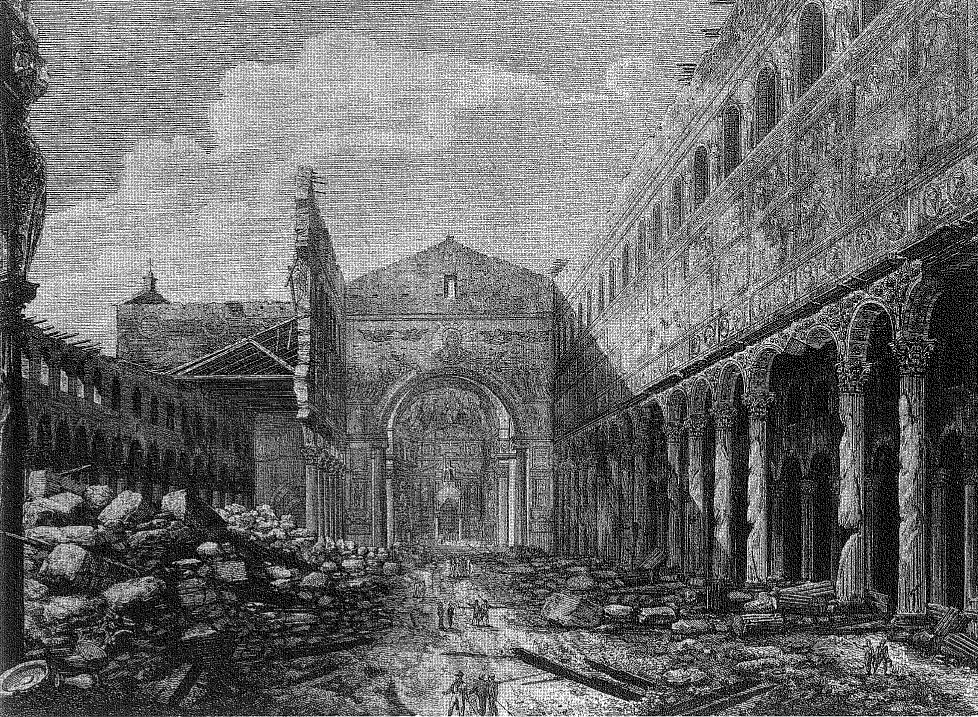
Vue intérieure de la basilique après son incendie.

Sous le pontificat de Pie VII, dans la nuit du 15 au 16 juillet 1823, un incendie détruisit la majeure partie de l'édifice, mais l'abside, le transept et le cloître ne furent pas endommagés. Léon XII s'occupa de la reconstruction de l'édifice qui débuta en 1825. Il fut choisi de garder le plan paléochrétien et de construire un nouveau bâtiment.
Le projet de Giuseppe Valadier fut retenu par le Saint-Siège. Mais la Commission pour la reconstruction confia les travaux à Pasquale Belli (it). À sa mort Luigi Poletti lui succéda à la tête des travaux achevés en 1831. Le 5 octobre 1840, le pape Grégoire XVI consacra la nef transversale et y célébra la première messe, à l'autel pontifical. Pie IX consacra l'église entière le 10 décembre 1854.
Le résultat final, bien qu'ayant gardé la typologie basilicale paléochrétienne, et respectant très bien le plan et l'élévation d'origine, n'en est pas moins assez différent de l'édifice de Théodose, quant aux détails et au décor.

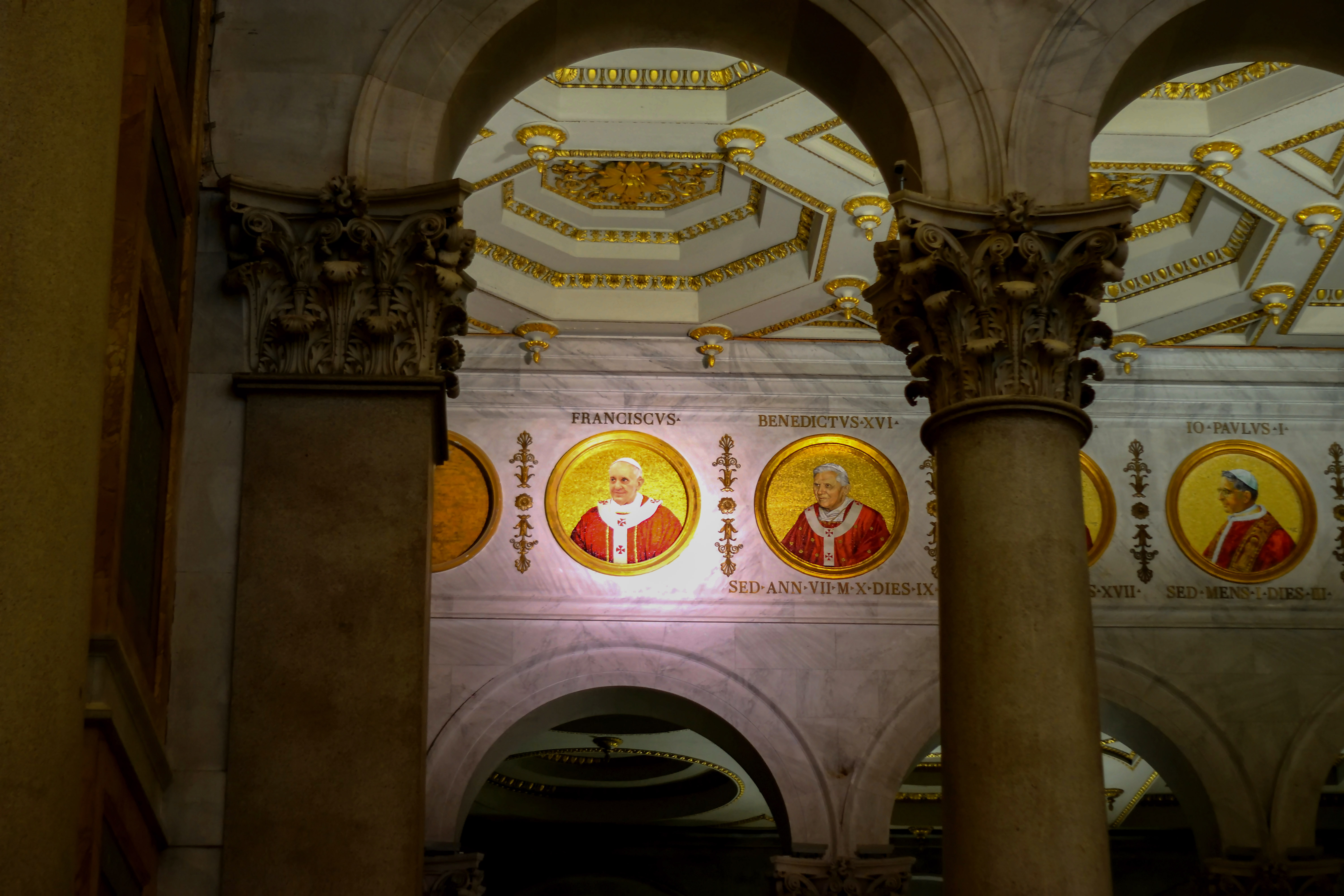
Portraits en médaillons des papes récents.

Ces travaux suppriment certaines irrégularités (décors sous les arcades, par exemple). Le pavement de marbre uniforme est remplacé par un pavement géométrique. Un plafond à caissons est placé sur la nef centrale, masquant la charpente. La moitié des fenêtres de la nef centrale sont bouchées, pour ajouter trente-six fresques représentant des épisodes de la vie de saint Paul ; et au-dessous, pour poser une frise sur laquelle sont peints les portraits de tous les papes, de Pierre au plus récent, actuellement François, mis à jour après chaque nouvelle élection pontificale. Une superstition populaire s'inspirant de la Prophétie de saint Malachie affirme qu'une fois tous les médaillons de la frise remplis le temps de l'Église prendra fin, mais de nouveaux médaillons sont ajoutés avant que tous ne soient utilisés.
La mosaïque de la façade, du XIe siècle, est remplacée par une nouvelle, loin des canons esthétiques paléochrétiens. Des restes de la première mosaïque sont visibles derrière l'arc de triomphe.
À la suite du jubilé de l'an 2000 et de la demande croissante des pèlerins, l'archevêque Francesco Gioia (it), administrateur pontifical de la basilique, lance des fouilles menées par l'archéologue Giorgio Filippi afin de vérifier la présence du tombeau de l’apôtre. En 2002 est identifié à 1,37 m sous l'autel papal un sarcophage qui pourrait contenir les reliques de l’apôtre Paul. Le sarcophage porte sur le côté une inscription sur une plaque tombale de marbre d'époque constantinienne. Cette plaque munie d'orifices a comme mention épigraphique « PAULO APOSTOLO MART » (l'inscription complète étant « Paulo Apostolo martyri »).
La basilique actuelle est ainsi un édifice d'aspect plutôt néo-classique, style qui puise ses références dans le Haut-Empire Romain, témoin du goût du XIXe siècle et ne reflète plus l'ancien édifice paléochrétien issu de l'art des derniers temps de l'Empire romain.

## Art et architecture

### Extérieur

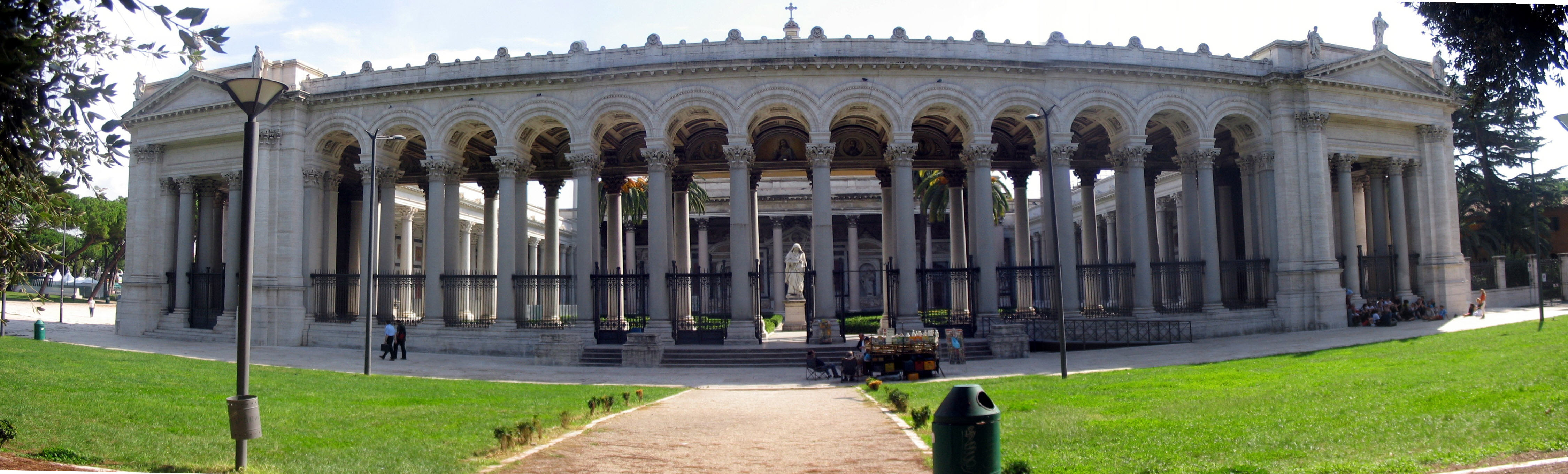
Portique d'entrée.
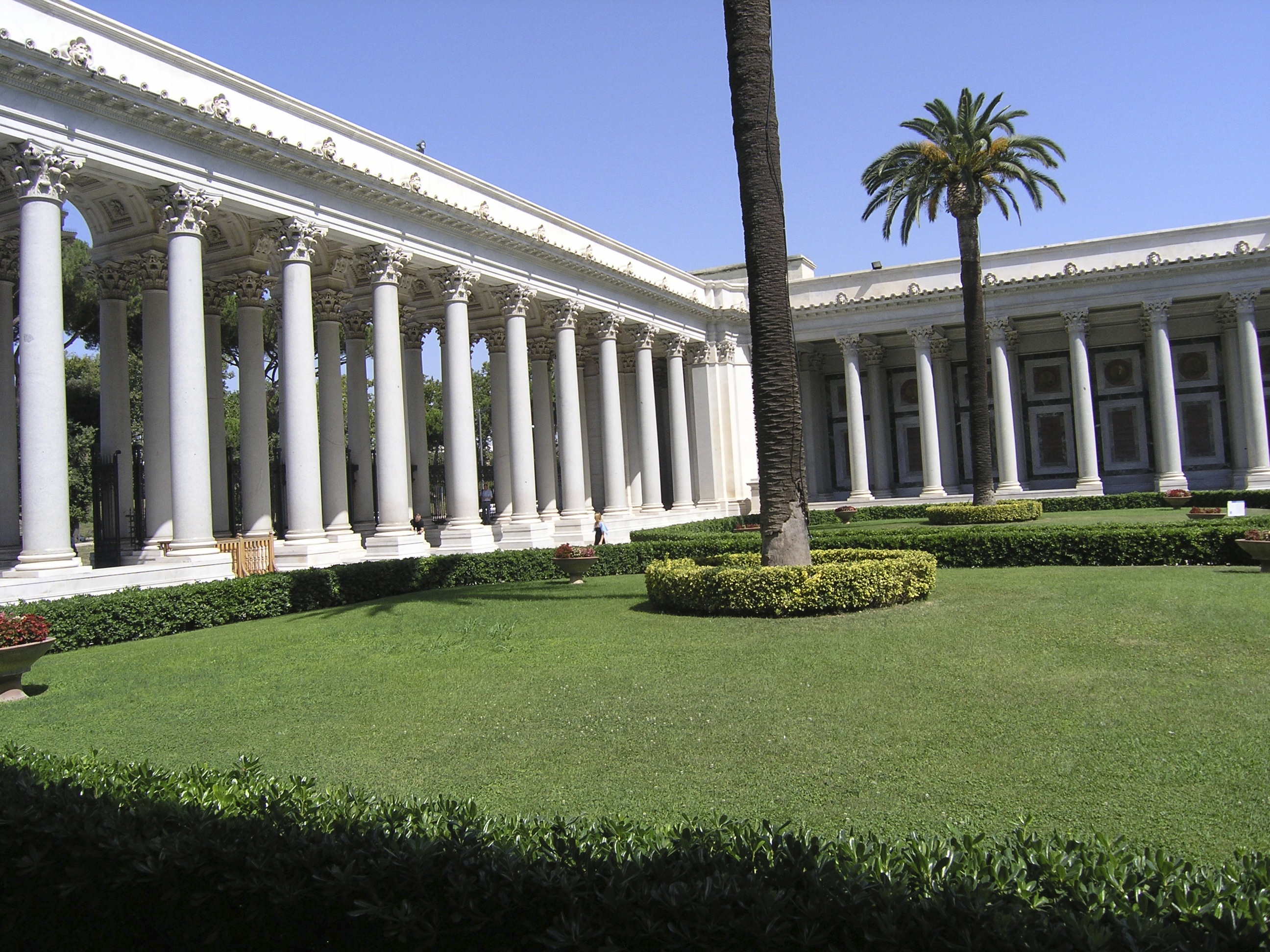
Le quadriportique et ses colonnes.

L’entrée est entourée d'un quadriportique réalisé par Guglielmo Calderini (it) en 1928 avec au milieu de l'atrium une statue colossale de Saint-Paul et ses attributs (l'épée, instrument de son martyre et livre) réalisée par le sculpteur Giuseppe Obici (1807-1878). Le pronaos de la façade compte dix colonnes monolithiques de granit rose de Baveno, une double rangée de colonnes sur les côtés, et une triple rangée du côté du Tibre, le portique de 70 mètres de longueur étant composé de 146 colonnes.
Le fronton de la façade est décoré de mosaïques exécutées entre 1854 et 1874 (cartons de Filippo Agricola et Nicola Consoni) représentant : « au registre inférieur, Isaïe, Jérémie, Ezéchiel et Daniel ; au milieu, l’Agneau mystique entouré de quatre fleuves symbolisant les quatre Évangiles, et de douze agneaux représentant les douze apôtres. Au registre supérieur, le Christ entre Pierre et Paul ». La porte centrale monumentale en bronze représente des périodes de la vie de Pierre et de Paul.

### Intérieur
La nef, reconstruite assez fidèlement après l'incendie du XIXe siècle, ainsi que l'arc triomphal de Galla Placidia datant du Ve siècle qui fut préservé et restauré à l'identique, sont très représentatifs des grandes basiliques de l'Antiquité. L'intérieur, gigantesque, mesure 131,66 mètres de long, 65 mètres de large, 29,70 mètres de haut et comporte 80 colonnes monumentales monolithiques en granit de Montorfano. Saint-Paul-hors-les-Murs faisait partie des plus grandes basiliques chrétiennes du monde romain. La nef est divisée en cinq vaisseaux : le vaisseau central et deux doubles bas-côtés. Un large transept sépare la nef de l'abside. Le sol et les murs sont en marbre ornés de motifs géométriques en marbre polychrome. Le plafond à caissons est décoré de stuc doré, il remplace la charpente apparente que l'on voyait à l'origine. L'abside, qui a survécu à l'incendie, est plus ancienne que la nef et remonte à la période constantinienne, mais sa décoration a été entièrement refaite au fil des siècles. 

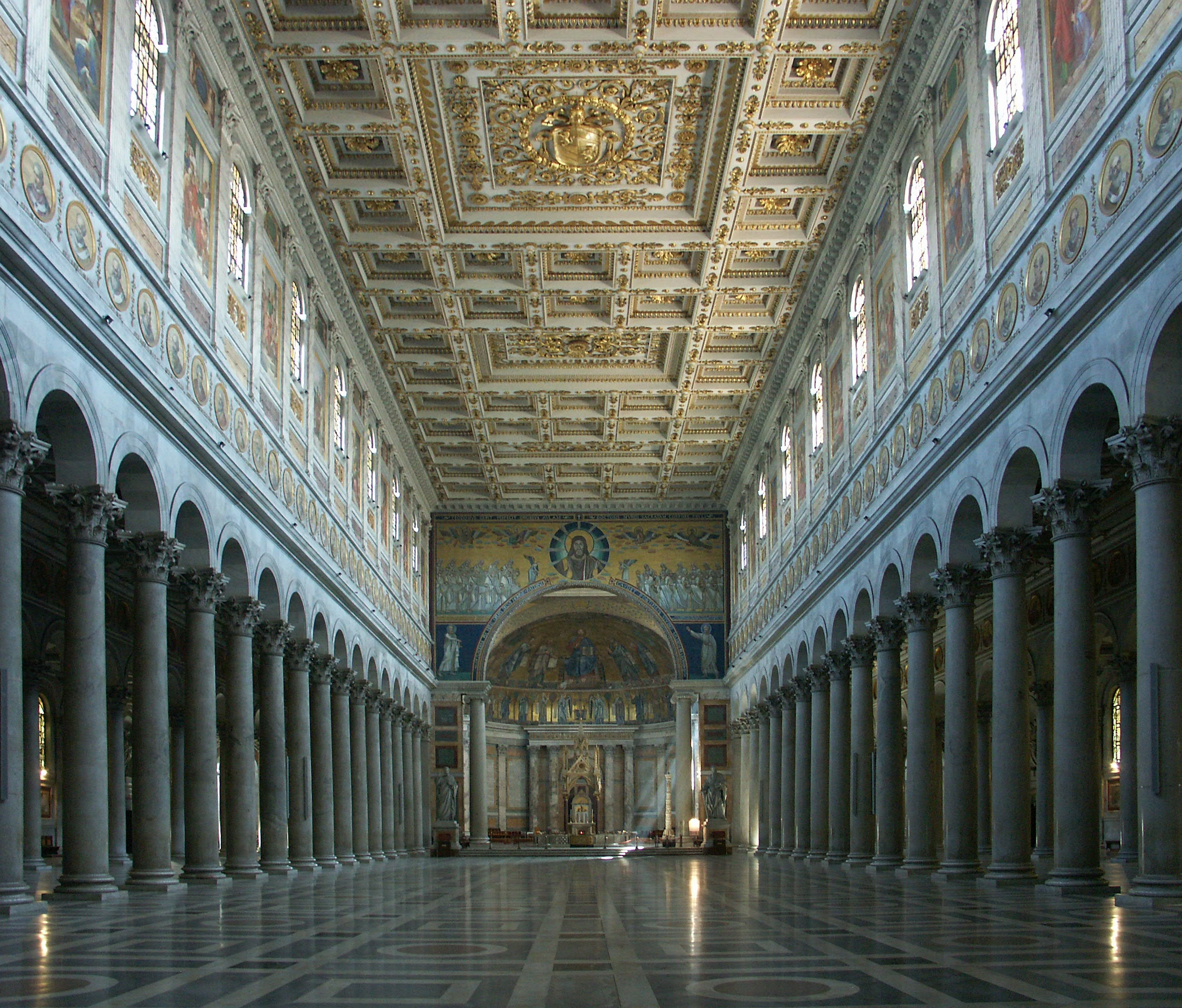
Intérieur de la basilique.
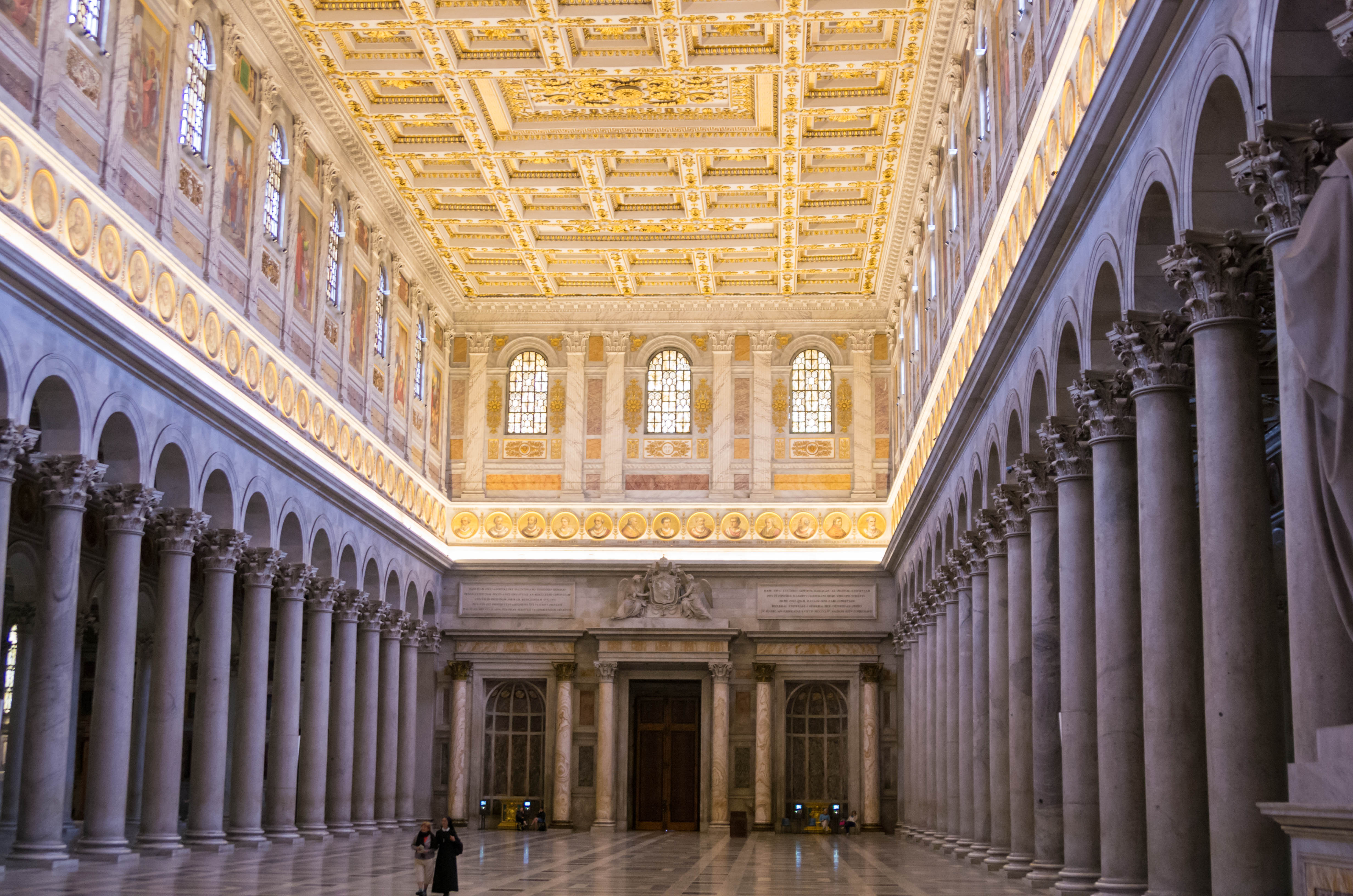
Dans la nef, vue vers l'entrée.
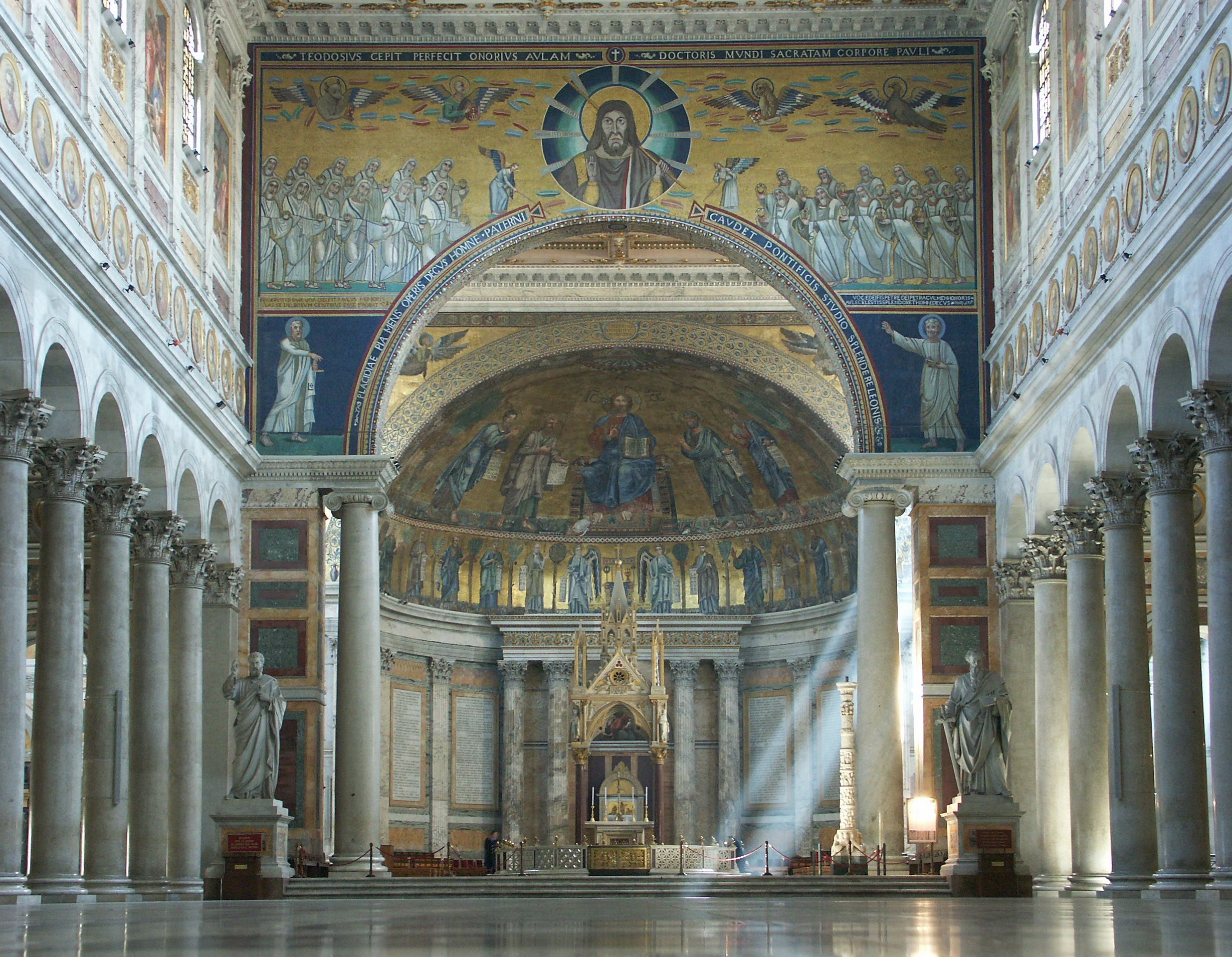
Dans la nef, vue sur l'arc triomphal de Galla Placidia.
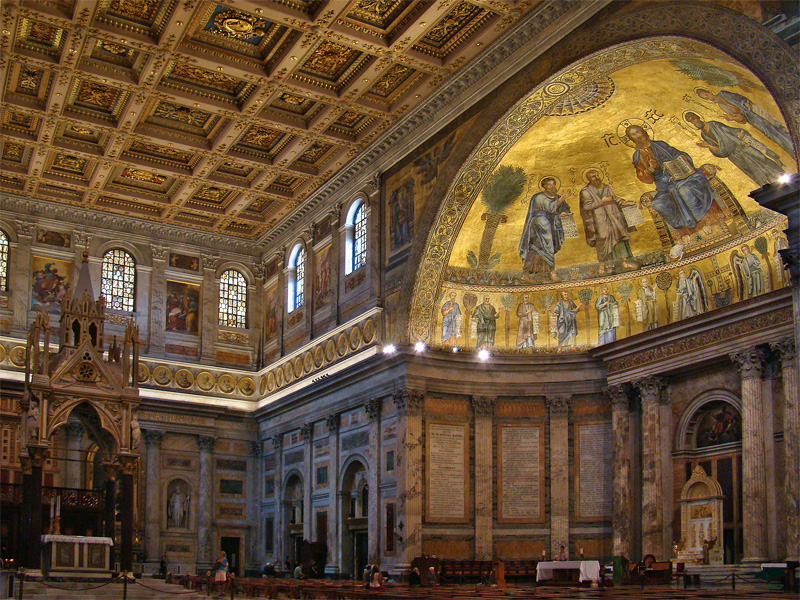
Le transept et l'abside. Cette partie de l'édifice est d'origine.
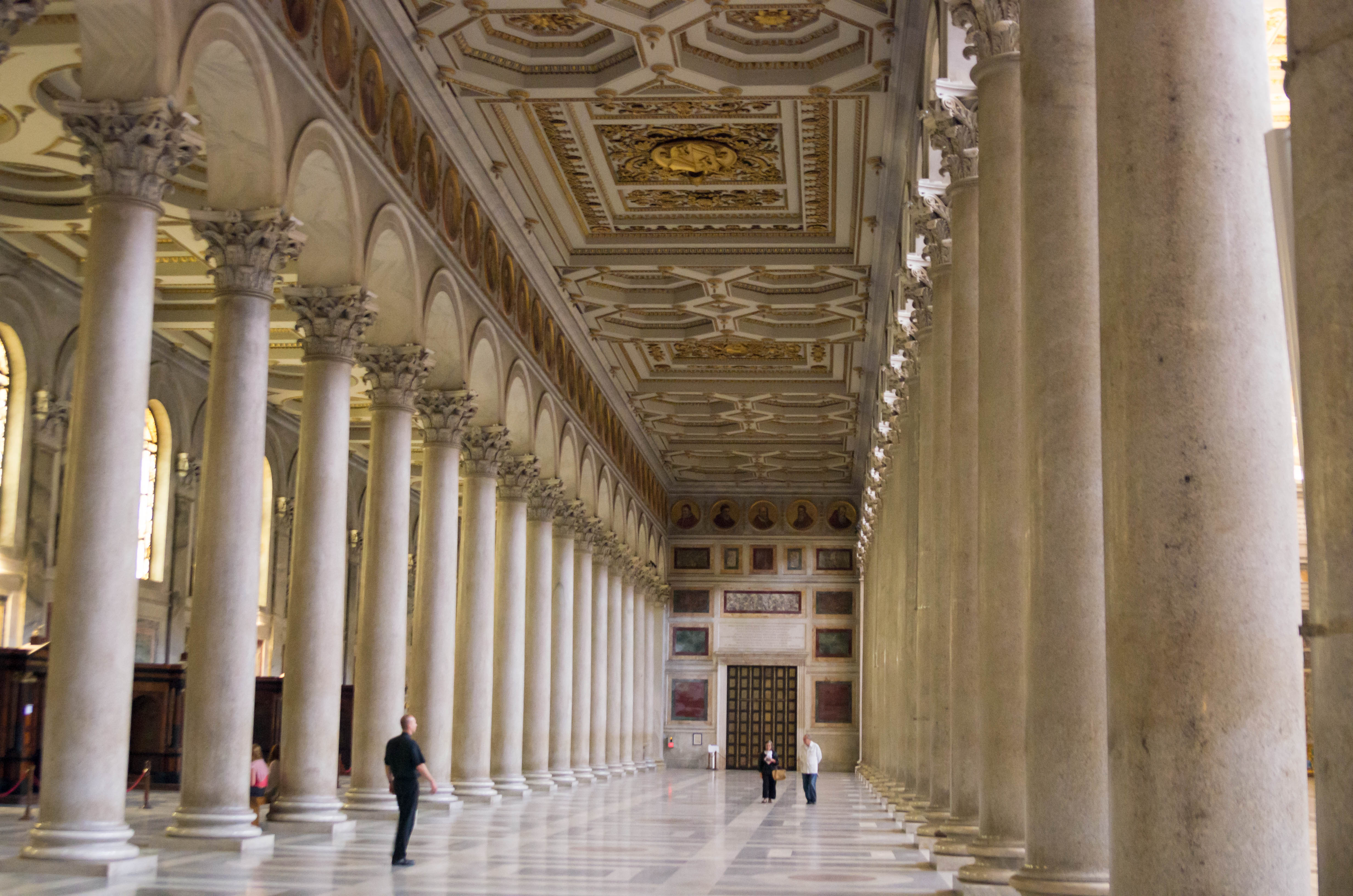
Dans l'un des bas-côtés.
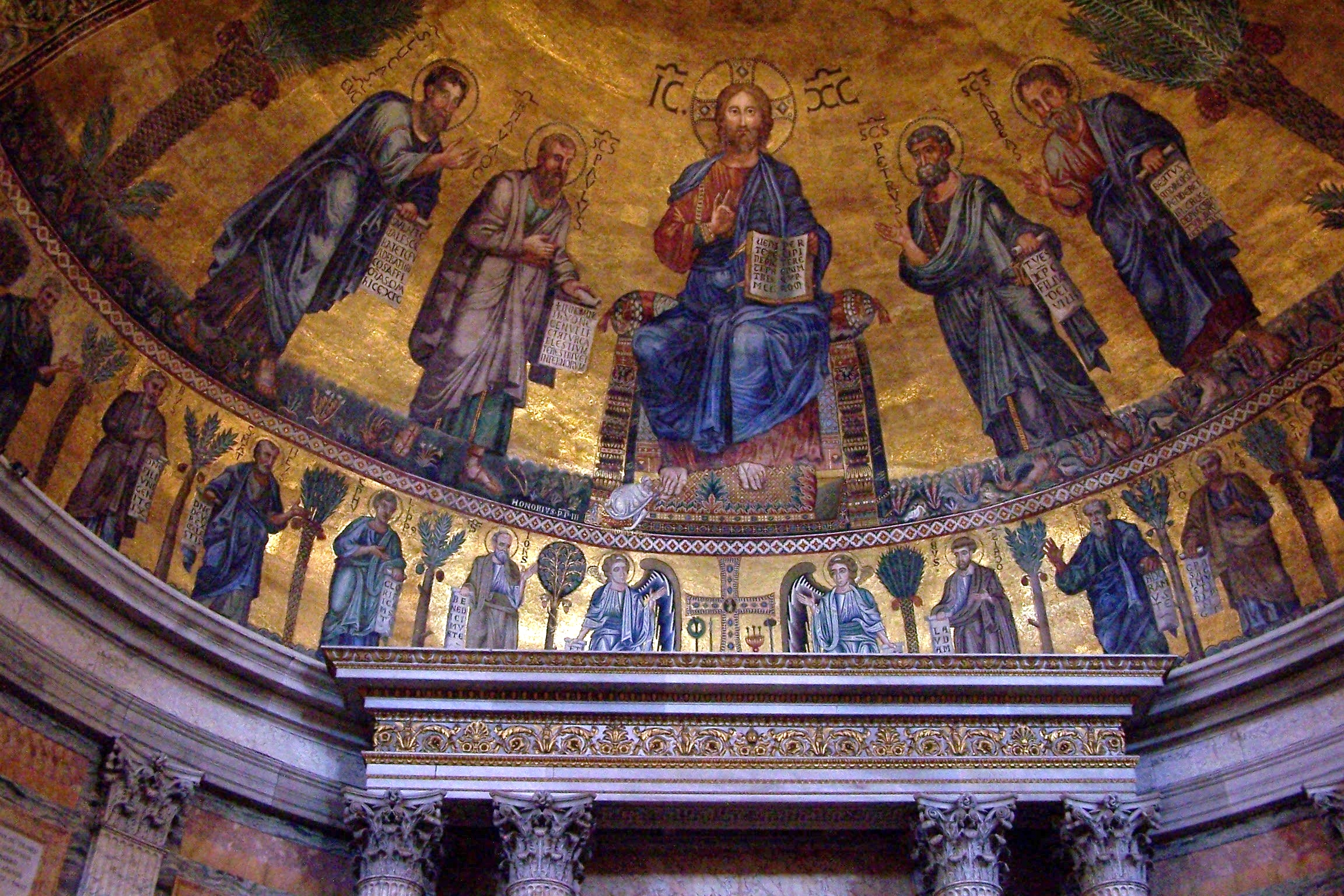
La mosaïque de l'abside
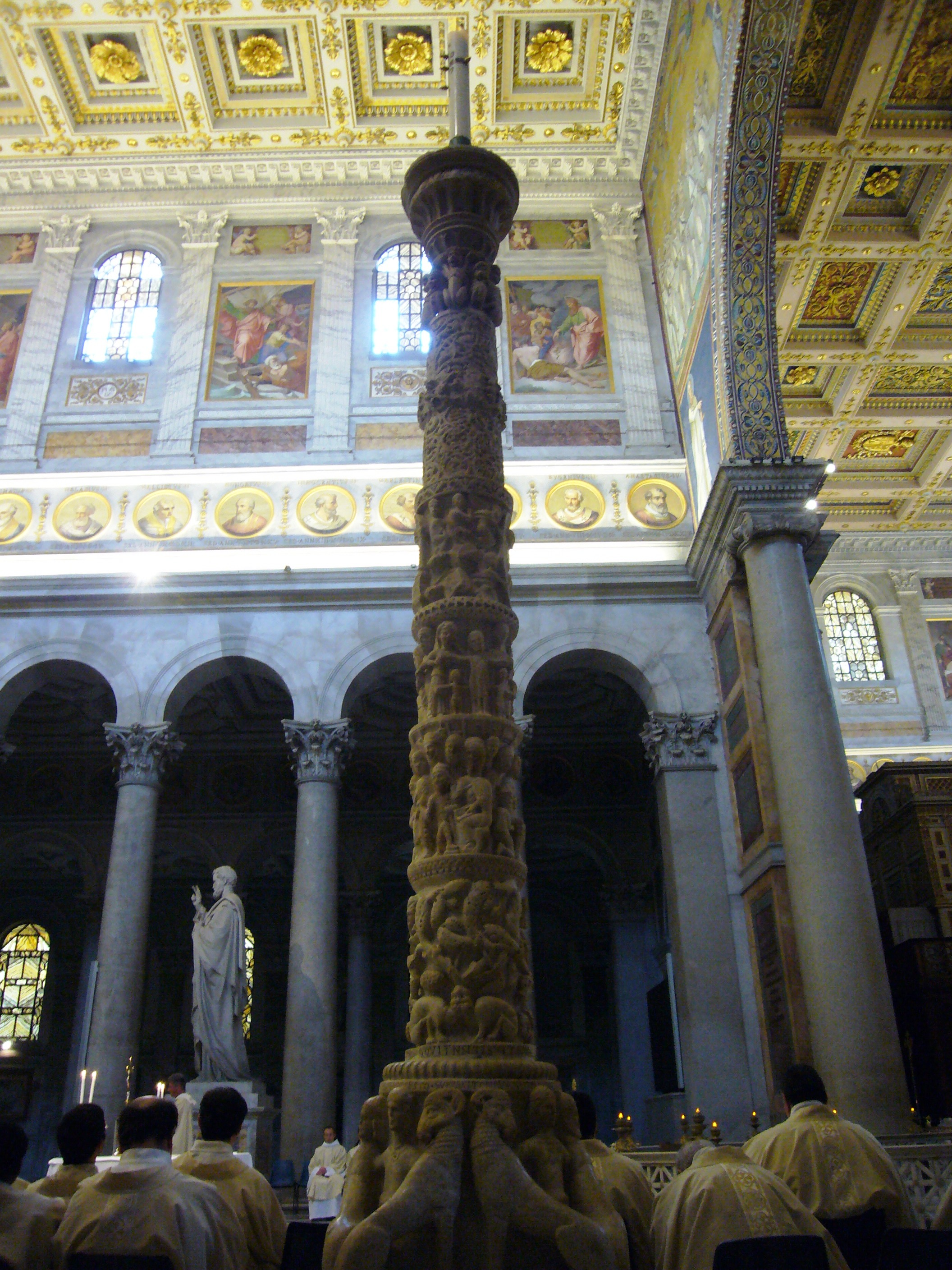
Candélabre du cierge pascal.

Dans les médaillons représentant les papes, qui entourent la nef principale, celui du pape actuel est éclairé en permanence. Selon la légende, la fin du monde adviendra lorsqu'il n'y aura plus de place pour un nouveau portrait.
La mosaïque de l'arc triomphal représente un passage de l'apocalypse de Jean avec le buste du Christ en majesté entouré de la cour céleste de vingt-quatre vieillards (les docteurs de l'église) déposant les vingt-quatre couronnes d'or. Les symboles des quatre évangélistes sont représentés au-dessus, ainsi que saint Pierre et saint Paul au-dessous.
La mosaïque de la voûte absidale en cul-de-four, exécutée au XIIIe siècle sous Innocent X et sous le pontificat d'Honorius III, restaurée à la suite de l'incendie de 1823, représente le Christ bénissant entouré de saints : saint Pierre et saint André à sa droite et saint Paul et saint Luc à sa gauche. Les saints sont représentés sur une bande de terre fleurie, avec des figures animales. En dessous se trouvent les autres apôtres, ainsi qu'Honorius III, le sacristain Adinolfo et l'abbé Giovanni Caetani, ces trois derniers étant identifiés par une inscription.
Sous le ciborium (un dais gothique réalisé par Arnolfo di Cambio en 1285) du chœur se trouve la confessio de Saint Paul. Une fenêtre est créée lors de la dernière restauration en 2006 afin de permettre aux fidèles et aux visiteurs de voir le sarcophage, sépulture de l'apôtre.
Près du ciborium, un candélabre pascal, réalisé à la fin du XIIe siècle par Nicolas, fils d'Angilo et par Pietro Vassalletto (en), témoigne de la richesse du mobilier presbytéral de la basilique. Ses registres alternent des scènes de la vie de Jésus (Passion et Résurrection) avec des motifs végétaux et animaliers.
Le cloître, réalisé au XIIIe siècle par des Vassaletto, est accessible depuis le bas-côté gauche. De style roman, ses arcades sont soutenues par une série de doubles colonnes torsadées cosmatesques (incrustées de porphyre rouge et vert, tesselles d'or), toutes de formes différentes.
- Le cloître roman du XIIIe s.

Le cloître roman du XIIIe siècle s.
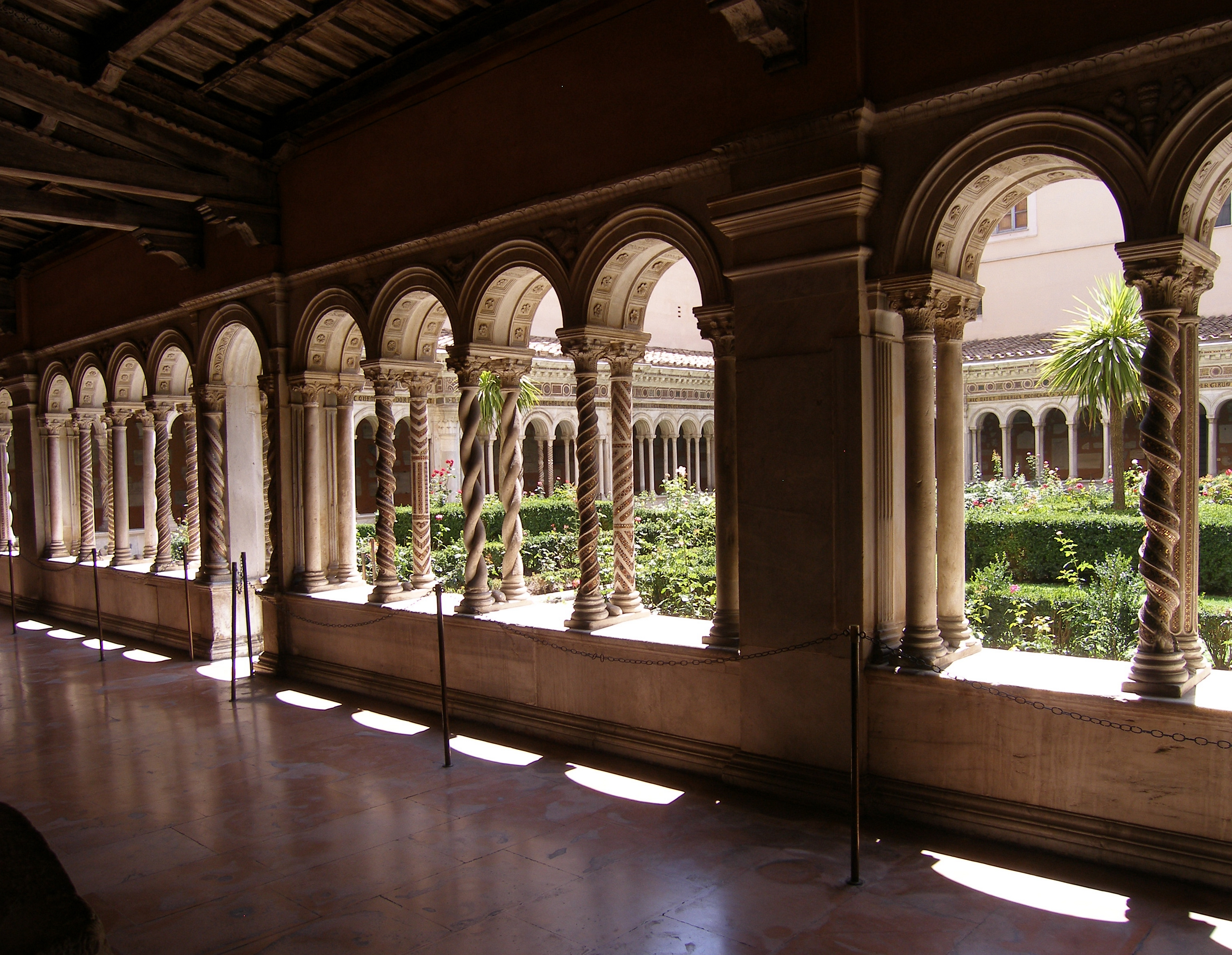
La galerie.
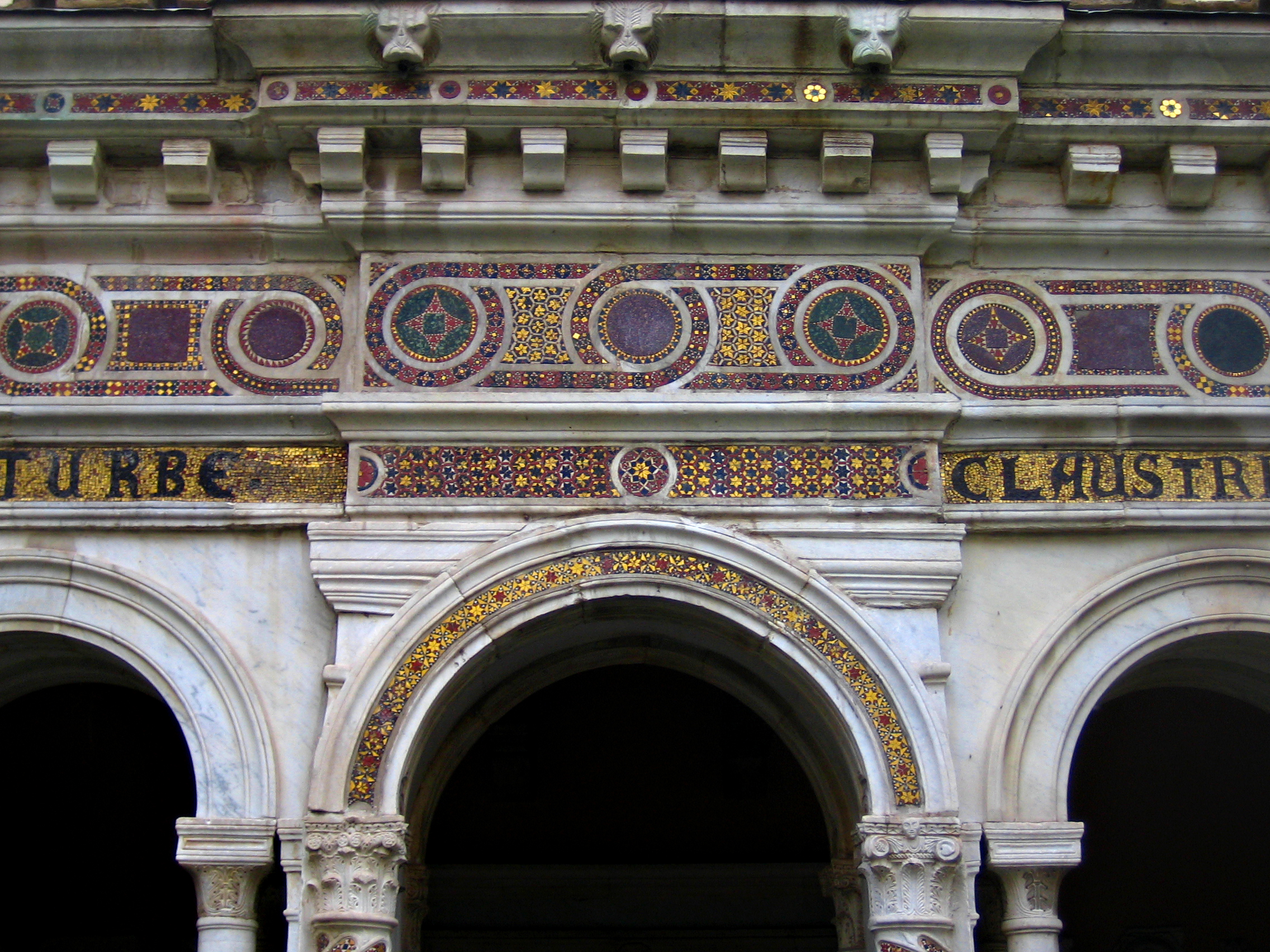
Mosaïques.
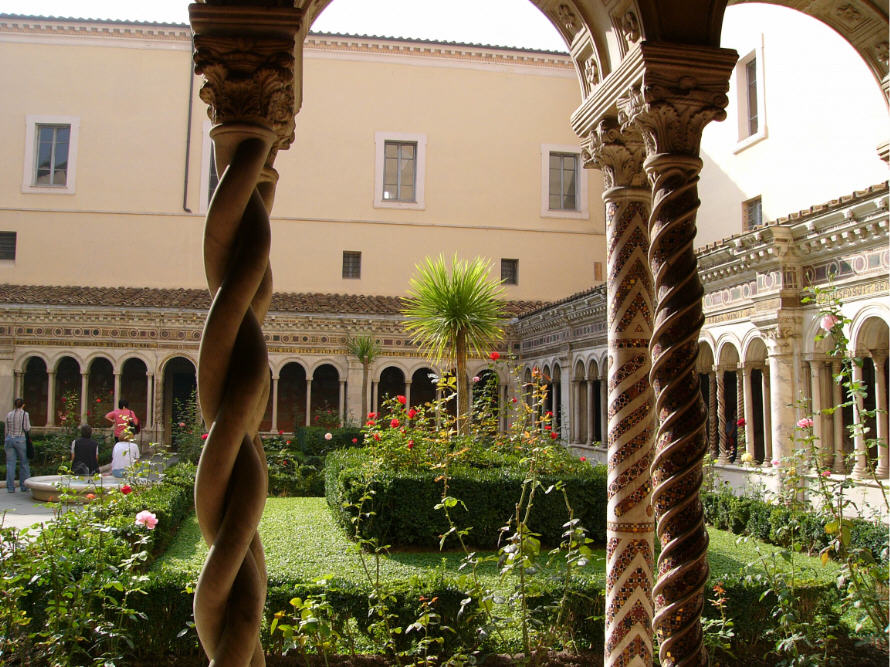
Le jardin.

### Découvertes archéologiques
- Sarcophage dogmatique
- Sarcophage des Deux Frères

### Tombeaux et reliques
- Tombeau de saint Paul de Tarse sous l'autel central
- Chaînes de saint Paul de Tarse lors de sa captivité
- Tombeau de saint Félix III
- Reliques de saint Ananie (Damas)

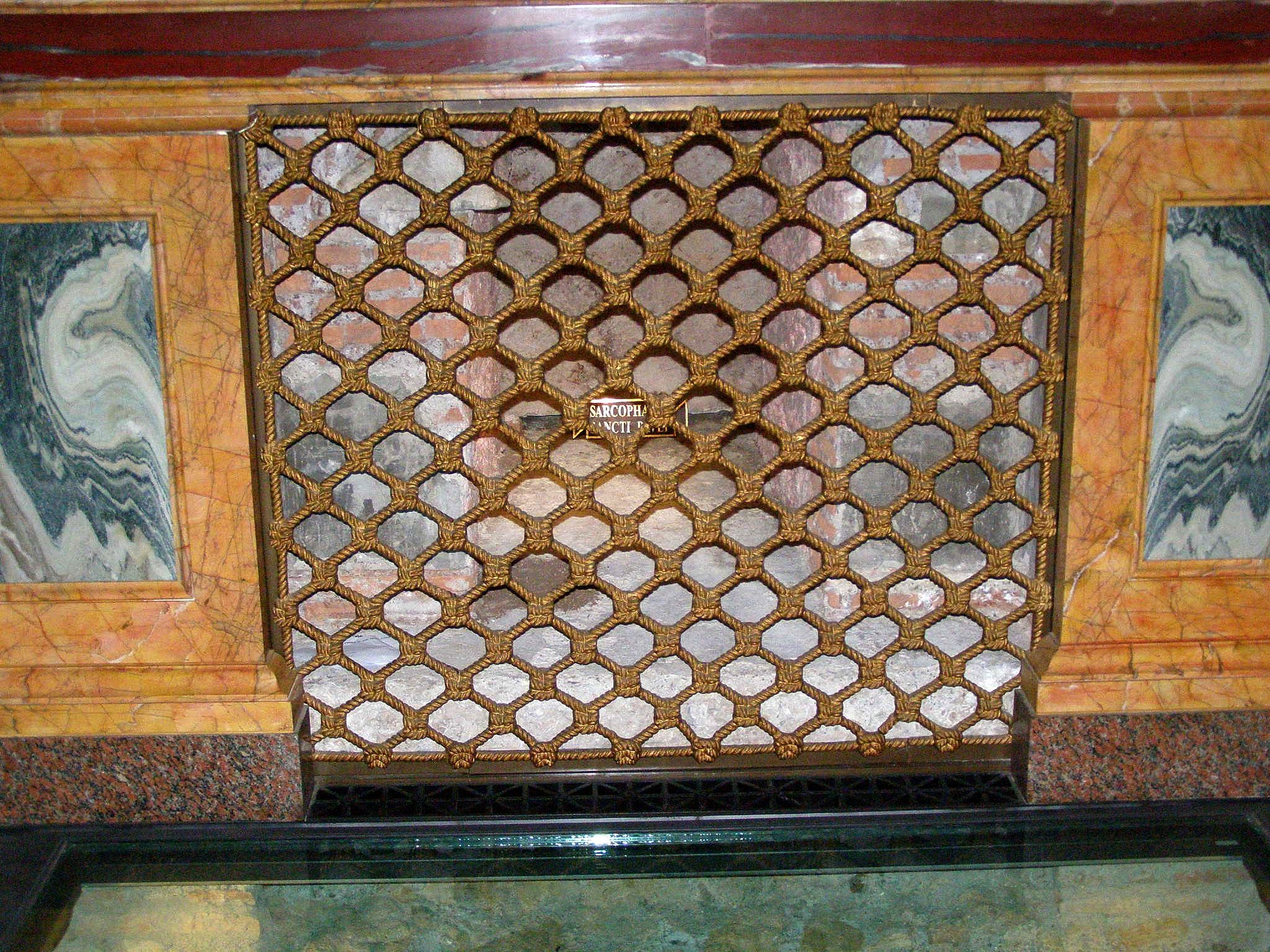
Confessio de saint Paul.
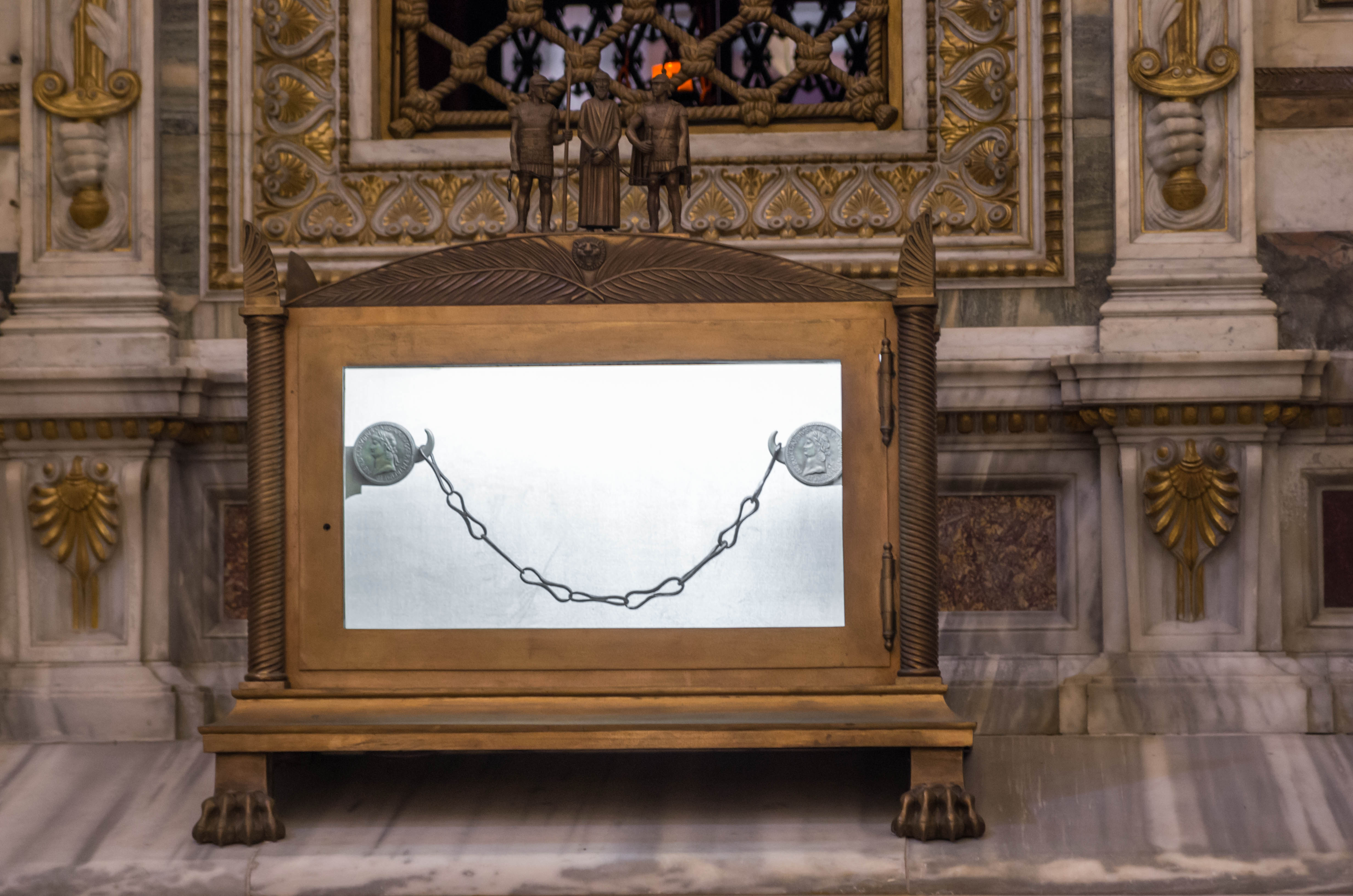
Chaînes de Paul.

## Archiprêtres
Le 31 mai 2005, le Motu proprio du pape Benoît XVI fait de la basilique Saint-Paul-hors-les-Murs un vaste complexe extraterritorial (l’ensemble comprenant l'abbaye bénédictine ainsi que des musées et des annexes), régi par un cardinal archiprêtre, comme les trois autres basiliques majeures.

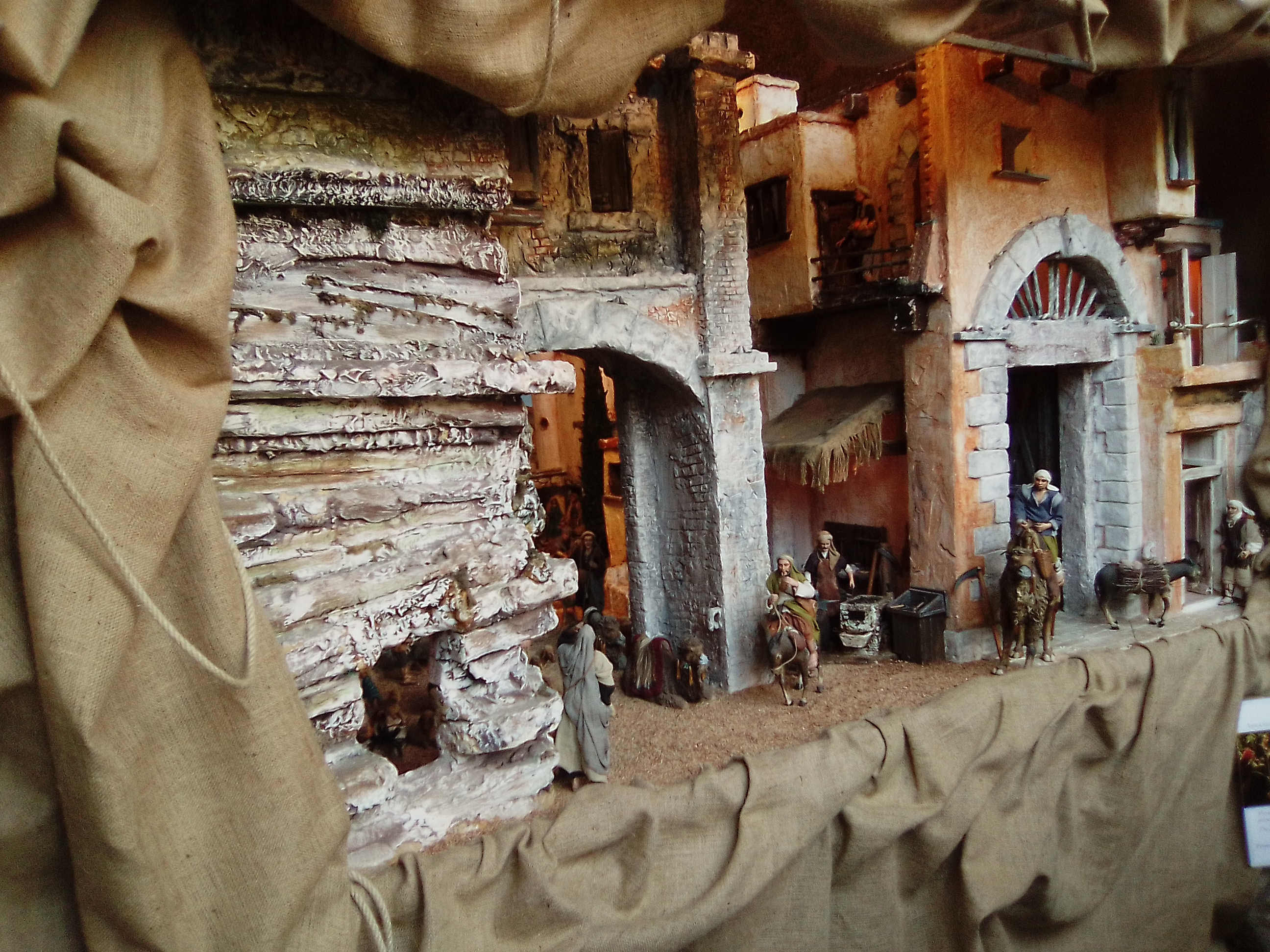
Crèche romaine à Saint-Paul-hors-les-Murs à Noël 2019.

Le premier cardinal archiprêtre en a été Andrea Cordero Lanza di Montezemolo.

### Liste des archiprêtres
- Andrea Cordero Lanza di Montezemolo: 2005-2009
- Francesco Monterisi: 2009-2012
- James Michael Harvey: 2012-